# 峡阳镇
峡阳镇，是中华人民共和国福建省南平市延平区下辖的一个镇。

## 行政区划
峡阳镇下辖以下地区：
中兴社区、鳌洲村、前进村、将军村、德胜村、新兴村、进步村、中心村、梅照村、洋安村、小梅村、杜溪村、陈坍村、洛源村、葛大村、翁坑村、江汜村、麦源村、浪石村、大埂村、安窠村、蔡源村和八字桥村。

## 中国传统村落
2013年8月，峡阳村被评为第二批中国传统村落。